# MBM Arquitectes

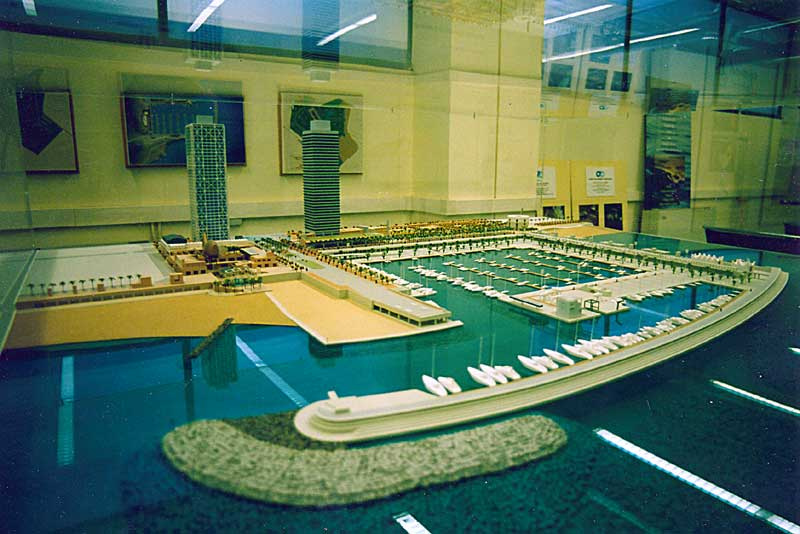
Modell des Olympiahafens Barcelona 1991

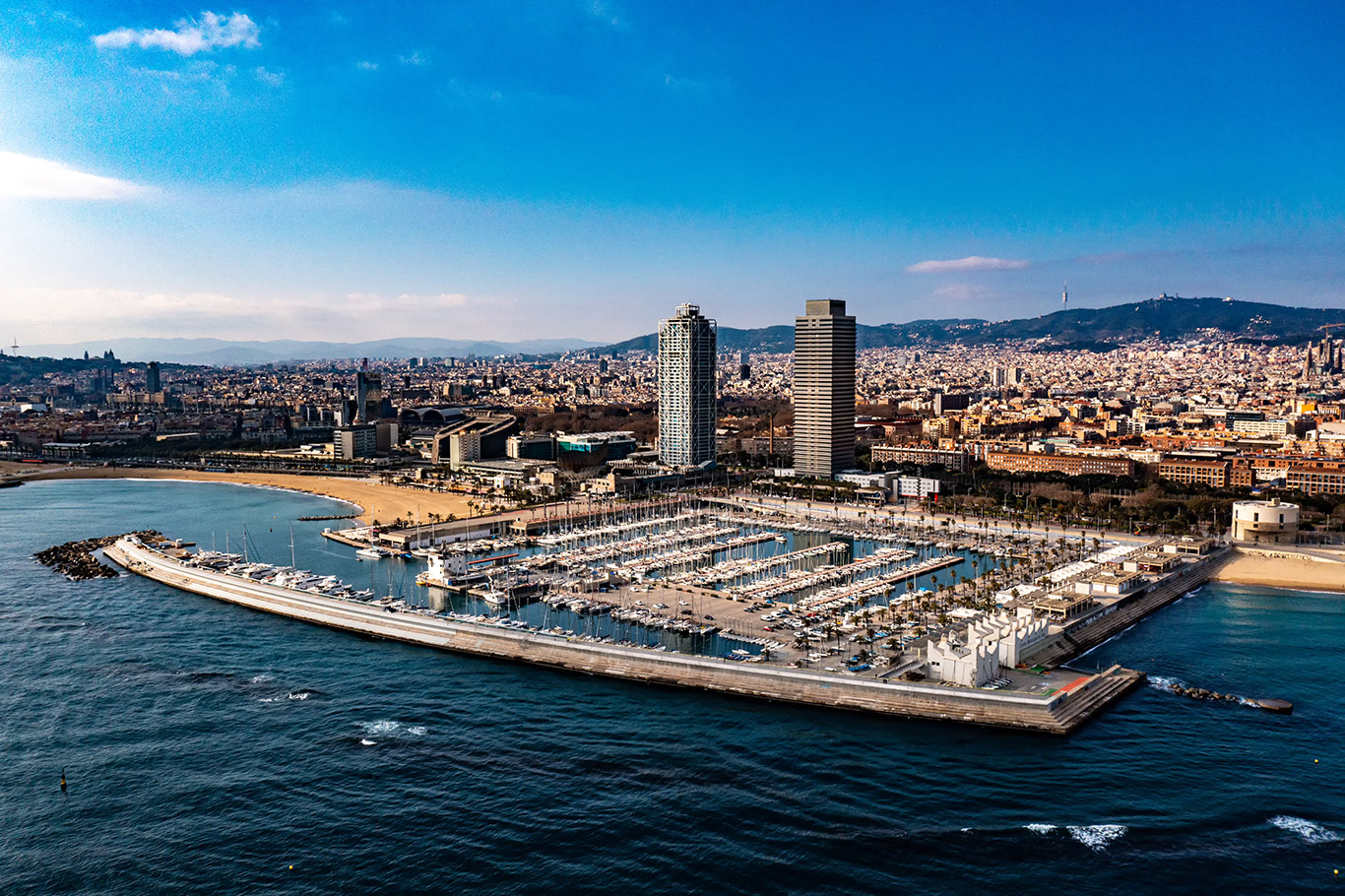
Olympiahafen und ehemaliges olympisches Dorf 2022

MBM Arquitectes ist ein spanisches Architekturbüro mit Sitz in Barcelona. Das vergleichsweise kleine Büro in der Altstadt von Barcelona existiert seit 1951. Es wurde von Josep Martorell und Oriol Bohigas Guardiola 1951 gegründet, ab 1962 war David Mackay dabei.

## Arbeiten
Das Büro hat viele Wohnbauten und Schulen in Barcelona geplant. Das bisher größte Projekt war der Generalbebauungsplan für die Olympischen Sommerspiele 1992, bei der ein gesamter Stadtteil, welcher Industrieviertel war, in ein Wohngebiet umgewandelt wurde. Dieses Wohngebiet war während der Sommerspiele olympisches Dorf, die Wohnungen wurden so geplant, dass die meist 2-bettigen Apartments der Sportler durch wenige Umbauten in 2–4-Zimmer-Eigentumswohnungen umgebaut werden konnten. Die Fernbahn wurde komplett unter die Erde verlegt, es entstand der sehr beliebte Stadtstrand von Barcelona in unmittelbarer Nähe des Zentrums sowie der innerstädtische Autobahnring mit dem Nus de la Trinitat (Lage). Diese Straßenkreuzung mit Kreisverkehraussehen hat einen Umfang von 1,1 Kilometern, ist jedoch nicht vollständig ringsum befahrbar.
Zu dem Büro gehörten später neben den Architekten Josep Martorell, Oriol Bohigas und David Mackay auch Oriol Capdevila und Francesc Gual. In den 1990er Jahren waren zudem Albert Puigdomènech und Juan Ramon de Clascá an den Arbeiten beteiligt.